# Гибралтар на Европском првенству у атлетици у дворани 2019.
Гибралтар је учествовао на 35. Европском првенству у дворани 2019 који се одржао у Глазгову, Шкотска, од 1. до 3. марта. Ово је осмо Европско првенство у дворани од 1986. године када је Гибралтар први пут учествовао.
Репрезентацију Гибралтара представљала су 2 такмичара (1 мушкарац и 1 жена) који су такмичили у 2 дисциплине (1 мушка и 1 женска).

## Учесници
| Мушкарци: - Харви Диксон — 3.000 м | Жене: - Зиан Хук — 60 м |  |

## Резултати

### Мушкарци
| Атлетичар    | Дисциплина | Лични рекорд | Квалификације | Квалификације | Полуфинале | Полуфинале | Финале               | Финале       | Детаљи |
| Атлетичар    | Дисциплина | Лични рекорд | Резултат      | Место         | Резултат   | Место      | Резултат             | Место        | Детаљи |
| ------------ | ---------- | ------------ | ------------- | ------------- | ---------- | ---------- | -------------------- | ------------ | ------ |
| Харви Диксон | 3.000 м    | 8:00,87 НР   | 8:14,86       | 16. у гр. 2   |            |            | Није се квалификовао | 30 / 33 (34) |        |

### Жене
| Атлетичарка | Дисциплина | Лични рекорд | Квалификације | Квалификације | Полуфинале            | Полуфинале            | Финале                | Финале       | Детаљи |
| Атлетичарка | Дисциплина | Лични рекорд | Резултат      | Место         | Резултат              | Место                 | Резултат              | Место        | Детаљи |
| ----------- | ---------- | ------------ | ------------- | ------------- | --------------------- | --------------------- | --------------------- | ------------ | ------ |
| Зиан Хук    | 60 м       | 8,33 НР      | 8,49          | 8. у гр. 1    | Није се квалификовала | Није се квалификовала | Није се квалификовала | 42 / 42 (43) |        |